# Maîtrise des eaux aux Pays-Bas

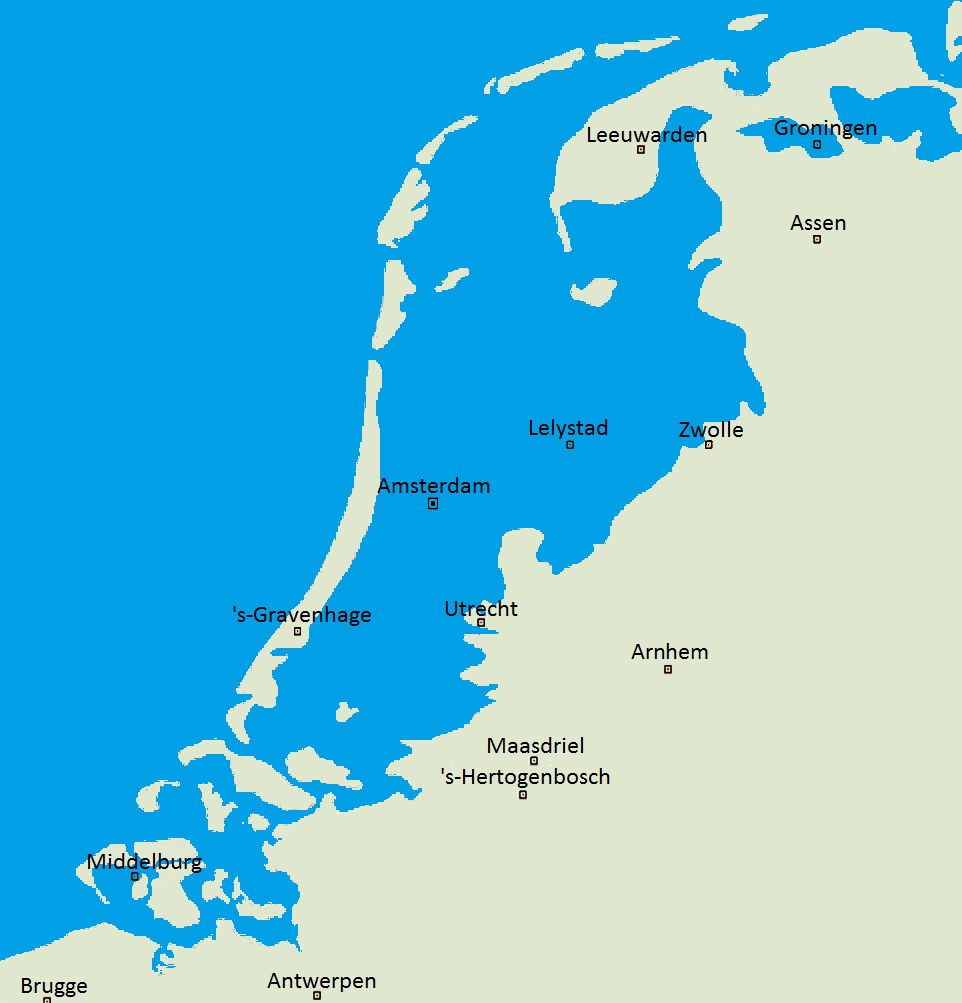
Cette carte des Pays-Bas montre uniquement les territoires au-dessus du niveau de la mer ; sans les digues, le territoire néerlandais pourrait avoir cet aspect.

La maîtrise des eaux aux Pays-Bas a toujours été importante pour la survie de ce pays : environ deux tiers des Pays-Bas sont vulnérables aux inondations et aux submersions marines. Dans le passé, de nombreuses vies ont été perdues. Certaines régions comme la Zélande étaient très peu peuplées à cause des inondations potentielles.
Les habitants ont souvent modifié le profil de leur habitat, en construisant des remblais ou des digues mais également en creusant des canaux ou des lacs. Après de nombreuses expérimentations, des catastrophes, des essais, des avancées technologiques, ils ont imposé le profil du pays tel qu'il est aujourd'hui et qui serait très différent sans la main de l'humain.
Ceci peut être résumé par ce dicton : « Dieu a créé le Monde et les Néerlandais ont créé les Pays-Bas ». 

## Histoire

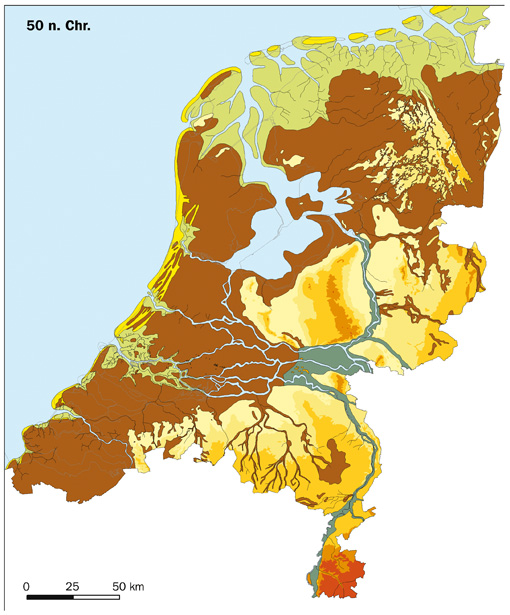
Le territoire des actuels Pays-Bas vers l'an 50 de notre ère.

L'énorme masse sédimentaire du delta fait de la région une zone de subsidence, structurellement exposée à un risque de transgression marine.
Dans l'Antiquité, un cordon dunaire presque continu relie la Flandre au Jutland : cette protection est rompue par la transgression dunkerquienne qui se poursuit jusqu'au Moyen Âge. Des brèches se constituent, dont la plus importante aboutit à la transformation du lac Flevo en une mer, le Zuiderzee. Ainsi, malgré les territoires reconquis depuis lors, la mer a globalement gagné du terrain depuis l'époque romaine. Aussi loin qu'on puisse remonter, la population de la région a cherché à se protéger de cette menace permanente. Cependant, malgré le nombre de mesures prises contre les inondations, le pays reste très sensible aux inondations et aux sécheresses.

### Les terps
Les premiers habitants de zones basses des Pays-Bas ont construit des collines artificielles, des monticules connus sous le nom de terp. Au cours de l'âge du fer, vers 500 av. J.-C., des fermes en contrebas ont été construites.
Plus tard l'église est construite sur la partie la plus haute et sert de refuge en cas de problème.

### Extraction de tourbe

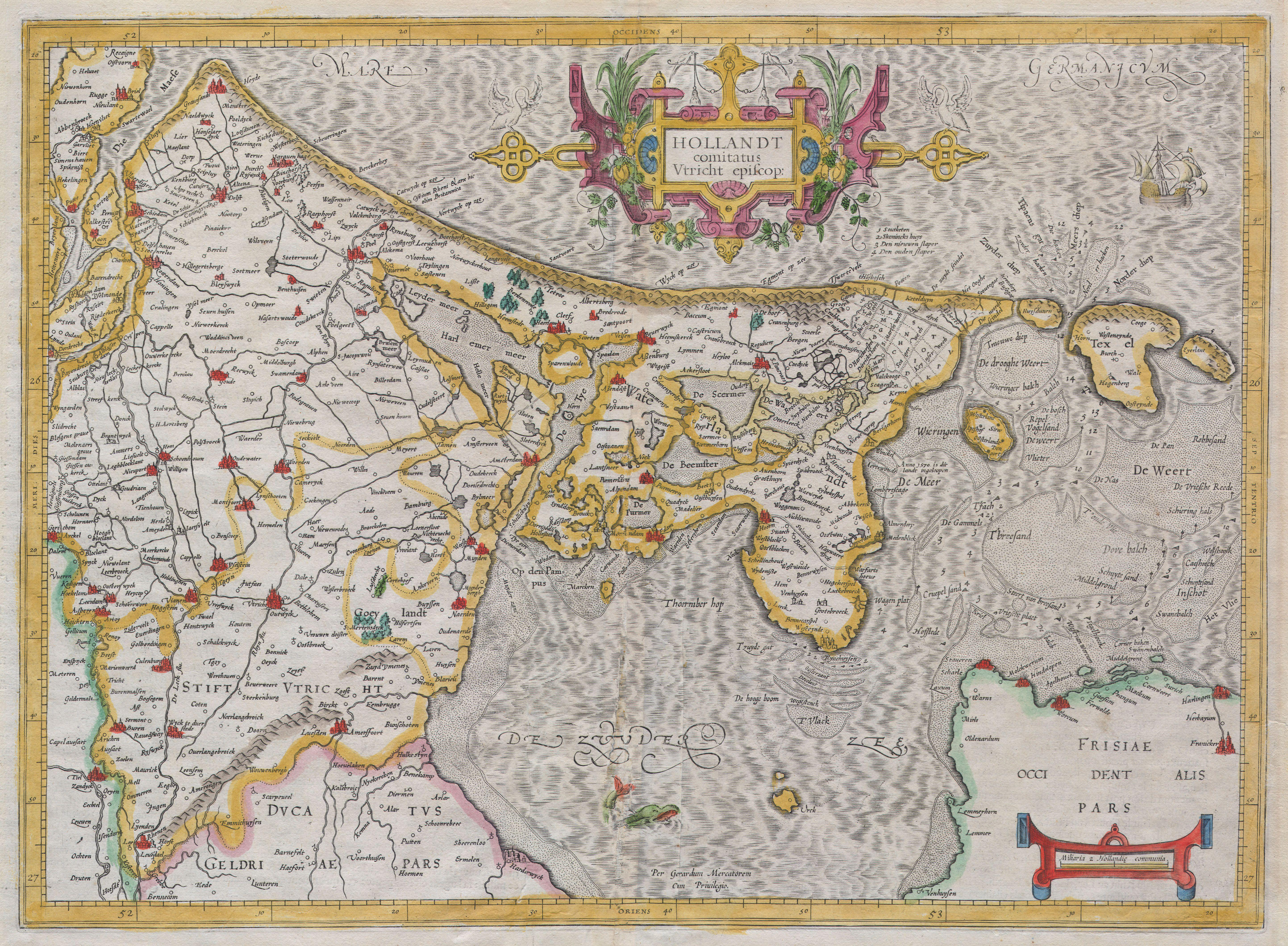
Carte de la Hollande en 1606 (le nord est à droite), des lacs occupent une partie du territoire de l'époque.

Le pays contient beaucoup de tourbe. Or, à partir du XIe siècle, elle est extraite, ce qui fragilise les terrains. Elle constitue une des sources d'énergie du Moyen Âge. Puis les techniques se perfectionnent et deviennent industrielles permettant l'extraction sous l'eau.
Une conséquence dramatique est qu'à partir du XVIe siècle les marais sont progressivement transformés en lacs, c'est le phénomène de waterwolf. C'est le cas du Haarlemmermeer (vers 1500), puis du lac de Leidsche, des lacs du Nord-Ouest Utrecht, des lacs Loosdrecht et Vinkeveense. La Hollande se retrouve ainsi avec de grands lacs intérieurs.
Toutefois l'homme n'est pas le seul responsable, cet élément étant léger, il peut facilement être entraîné par les eaux.

## Gestion de l'eau

### Digues
Aux environs de l'an 1000, les berges des rivières et des zones côtières ont commencé à être consolidées. Au début, c'était surtout pour les tourbières, puis vers le XIIIe siècle, la plupart des marais ont été endigués. Les premières digues étaient peu solides et étaient souvent brisées par les tempêtes. Au Moyen Âge, elles sont devenues plus solides. L'Office des eaux des Pays-Bas a été mis en place au XIIe siècle pour coordonner les différents moyens. Vers 1250, les différentes digues sont connectées et forment une défense commune.

### Polders

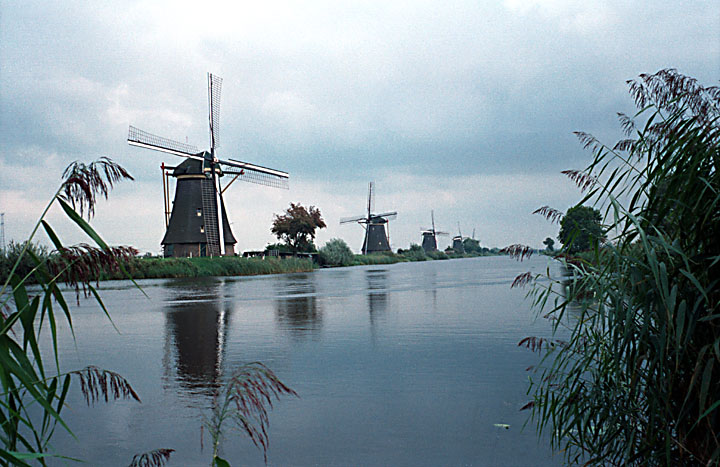
Moulins à vent du complexe de Kinderdijk, l'un des sites les plus visités des Pays-Bas.

La mise au point de moulins performants permet, à partir du XVIIe siècle, de créer des polders. Un canal circulaire d'abord est construit.
De nombreux polders sont récupérés : le lac de Beemster en 1612, le lac de Purmer en 1618, le lac de Wormer en 1626, le lac de Schermer en 1635, le plus profond, le Zuidplaspolder, en 1816, le plus dangereux et le plus grand, le lac de Haarlem, en 1840, etc.

### Cours d'eau et plaines inondables
Les fleuves et rivières dans un pays plat, qu'ils soient rapides ou lents, ont tendance à modifier régulièrement leurs cours. Ceci est dû à l'érosion causée par le débit et aux dépôts d’alluvions. Un travail régulier d’entretien est nécessaire pour éviter cette perturbation des activités humaines.
Le cours de nombreuses rivières a été modifié.
Les premiers grands travaux de construction sur les fleuves ont été menés par les Romains. Nero Claudius Drusus était responsable de la construction d'un barrage sur le Rhin pour détourner l'eau des branches de la rivière Waal au Rhin inférieur (Nederrijn) et éventuellement pour relier la rivière IJssel, qui n'était à ce moment plus qu'un petit ruisseau, à partir du Rhin par le canal de Drusus. Que ceci ait été conçu comme mesures de contrôle des inondations ou tout simplement à des fins de défense et de transport militaire n'est pas clair. Le canal de Pannerden construit au début du XVIIIe siècle, n'était au début, qu'un simple canal sans débit, est finalement devenu un bras du Rhin apportant un débit important à l'IJssel.
Il peut arriver que des villes se disputent une rivière, c'est le cas de la Schie qui a été divisée en plusieurs bras, son embouchure a par ailleurs été déplacée. La Meuse a vu son cours modifié plusieurs fois. Le Nieuwe Waterweg, l'un des bras principaux du Rhin est artificiel. Il a été ouvert en 1872 en doublant la Nouvelle Meuse qui sera finalement barrée avec le plan Delta, de même pour le Brielse Maasdam.
Il peut être décidé, lors de fortes crues, de dévier une partie de l'eau des fleuves vers un cours différent. Ainsi, de l'eau du Rhin peut être envoyée vers l'IJssel.
La densité de canaux aux Pays-Bas est la plus forte du monde. Le long des rivières, des digues sont régulièrement rompues, en particulier sur les voies d'eau canalisées aux Pays-Bas mais aussi en Belgique et en Allemagne. Avec la construction de digues, le lit des rivières est réduit. La quantité de boue se dépose dans une zone restreinte faisant monter le niveau des eaux à l'intérieur de la digue. Des précipitations intenses dans les zones situées en amont ou la fonte des glaces des Alpes peuvent provoquer des inondations. Les digues des principaux fleuves concernés par le plan Delta ont donc été améliorées. Le problème n'est cependant pas résolu. Une des solutions serait de créer des réservoirs d'urgence, en partenariat avec l'Allemagne et la Belgique.

### Canal de la mer du Nord
Longtemps, les Néerlandais ont hésité à percer la colline qui protégeait Amsterdam de la mer du Nord. Dans un premier temps ils ont préféré percer le canal de la Hollande-Septentrionale (inauguration 1824), mais il s'est vite révélé trop exigu et inutilement long ; le premier coup de pioche pour un canal direct est finalement donné en 1865, l'inauguration a eu lieu en 1876. En même temps l'IJ qui était une baie, a été presque entièrement poldérisé, une voie d'eau restant pour la navigation et les échanges aquifères.

### Récupération provisoire
La préservation d'une zone écologique rare, voire unique a prévalu, c'est le cas, par exemple du Biesbosch ou du pays inondé de Saeftinghe, ces  terres avaient été récupérées pour être de nouveau envahies par l'eau. Dans le souci de préservation d'un écosystème et la création de zones d'inondation, certains polders doivent volontairement retourner à l'état sauvage et ne sont plus habitables, cas du Hedwigepolder.
La nécessité de darses pour le port d'Amsterdam a nécessité la construction de l'Amerikahaven creusé dans l'IJpolder qui avait été conquis sur l'IJ.

### Du lac Flevo au Zuiderzee
Un des bras du Rhin, la rivière IJssel, a formé un lac d'eau douce (ou peut-être plusieurs) après la dernière époque glaciaire. Les Romains, la plus ancienne source historique, l'appelaient le lac Flevo. Il était peut-être déjà légèrement saumâtre.
Au Moyen Âge il était appelé lac Almere. Des digues existaient déjà à cette époque mais elles étaient bien insuffisantes ne mesurant qu'un ou deux mètres et étaient mal reliées entre elles. Après plusieurs inondations catastrophiques, dont  celle de la Sainte-Lucie en 1287, il a été absorbé par la mer du Nord et est devenu le golfe du Zuiderzee.

#### Travaux Zuiderzee
Le Zuiderzee couvrait plusieurs types de terrain. Il a été décidé que les terrains argileux seraient récupérés et que les terres pauvres, du point de vue agricole, formeraient un lac d'eau douce : l'IJsselmeer, c'est maintenant le plus grand lac des Pays-Bas, une réserve d'eau douce sous contrôle et une étendue poissonneuse.
La création de quatre polders, le Wieringermeer, le Noordoostpolder, le Flevoland de l'Est et le Flevoland du Sud, a été un travail de plusieurs décennies connu sous le nom  de travaux du Zuiderzee. Un cinquième polder était prévu, le Markerwaard, mais son utilité n'a pas été prouvée.
L'expérience a montré que créer des polders en simple continuation de terres existantes avait des inconvénients sur les terres anciennes et qu'elles devenaient trop sèches mais cela peut être surmonté en créant des lacs de bordure.

### L'inondation de 1953 et le plan Delta
L'inondation causée par la mer du Nord en 1953 a nécessité la mise en œuvre du plan Delta pour qu'une telle catastrophe ne se reproduise pas. Ces travaux considérables se sont étalés sur plus de quarante ans.
L'Escaut oriental devait être fermé et transformé en lac (soit d'eau douce, soit d'eau de mer). Plus tard dans les années 1970, une farouche opposition a réussi à faire modifier le projet, le barrage fixe ne serait pas construit, mais serait remplacé par un barrage anti-tempêtes, l'Oosterscheldekering, qui ne modifierait pas l'environnement aussi radicalement : la marée pourraient toujours s'exercer, mais il a coûté l'équivalent de deux centrales nucléaires.
L'Escaut occidental doit rester ouvert, libre de barrages et le port d'Anvers peut être atteint sans écluses.

#### Europoortkering
La région de Hollande-Méridionale courait encore un risque trop élevé, pour y remédier dans les années 1980, un complément appelé l'Europoortkering est venu s'ajouter au programme initial. Le Nieuwe Waterweg est protégé par des digues jusqu'à l'emplacement d'un barrage mobile le Maeslantkering à Hoek van Holland, le canal Hartel est protégé jusqu'à un autre barrage mobile le Hartelkering et entre les deux les digues ont été rehaussées.
Il est à noter que les digues protègent bien la partie très peuplée située au nord et non celle qui est au sud.

### Lutte contre la salinité
La salinité des nappes phréatiques a tendance à augmenter. C'est une des raisons des travaux du Zuiderzee.
Les eaux de La Vieille Meuse à Rotterdam étaient envahies à marée basse, par celles de la mer du Nord ; pour remédier à cela les eaux du Haringvliet servent de tampon et sont envoyées vers l'estuaire de ce fleuve.

## Office des eaux
Le pays est découpé en plusieurs zones ayant chacune son Office des eaux. L'ensemble est placé sous la direction de l'Office des eaux des Pays-Bas. Il décide de la sécurité, de la construction, de l'entretien, etc.
Le niveau de l'IJsselmeer est fixé par les Offices des eaux. Le niveau du lac est plus élevé en été, ce qui ne correspond pas à un phénomène naturel mais à une nécessité; plus d'eau est nécessaire à cette époque. 

### Nouvelle politique envers les dangers de l'eau
Les cours d'eau doivent conserver un certain espace naturel. La philosophie actuelle ne parle plus de batailles avec l'eau, mais laisse envisager que temporairement certaines zones soient inondables. Il est maintenant très déconseillé ou interdit de construire dans ces endroits. Il s'agit de voir l'eau comme une opportunité pour le pays.

## Savoir-faire néerlandais
Les Néerlandais ont acquis une réputation internationale dans la construction des infrastructures de lutte contre les eaux :
- digues ;
- polder (mot emprunté à la langue néerlandaise) ;
- écluses ;
- barrages.

## Inondations comme stratégie militaire

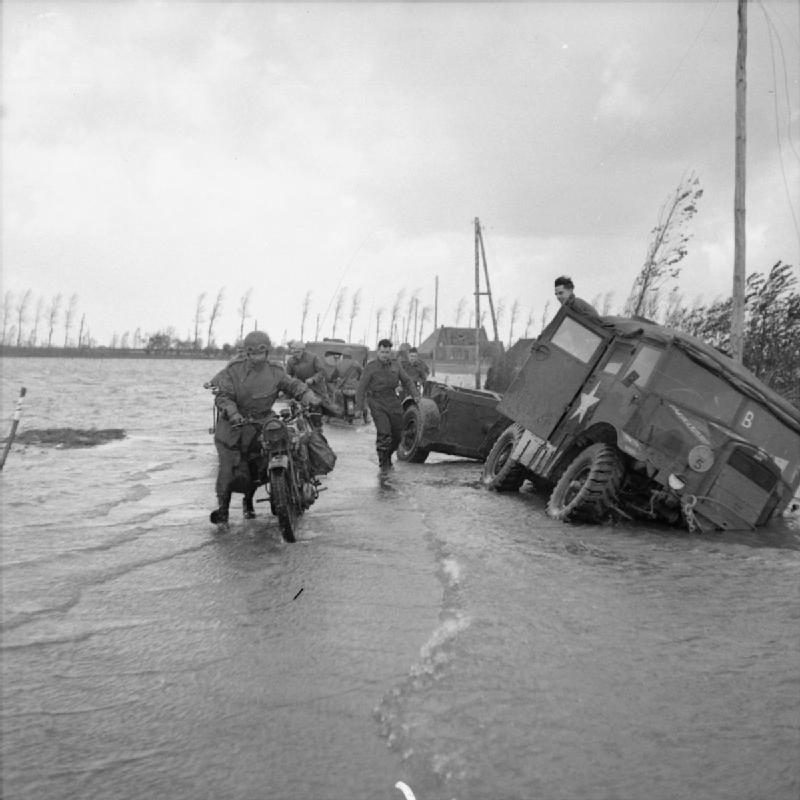
Durant l'occupation nazie des Pays-Bas, les Allemands se servent de l'eau pour bloquer les troupes de libération.

Les Néerlandais peuvent inonder leur pays pour freiner ou arrêter une occupation. Un exemple est la troisième guerre anglo-néerlandaise : une inondation de trente centimètres peut suffire à freiner les troupes ennemies.

## Polémique
Une certaine polémique existe quelquefois à propos des fondements de certains travaux en particulier du plan Delta : le niveau de ces terres baisse, celui des mers monte. Les digues devront être renforcées et rehaussées, créant ainsi encore davantage d'enfoncement du terrain. Certains avancent que le déplacement des villes et l'abandon de terres à la mer seraient une solution plus viable à long terme qu'une bataille contre les eaux. 

## Situation actuelle et futur
Les digues actuelles sont solides, mais les experts avertissent que la complaisance serait une erreur. De nouvelles méthodes de calcul ont révélé de nombreux points faibles. Il faudra toujours être vigilant, l'élévation du niveau de la mer (dû au réchauffement climatique) et l'affaissement de terrain nécessiteront des améliorations supplémentaires dans la lutte contre les inondations et dans les infrastructures de gestion de l'eau.
Les digues sont constamment renforcées et surélevées pour répondre à la conformité des digues aux Pays-Bas, norme de sécurité des risques d'inondation d'une fois tous les 10 000 ans pour la côte ouest qui est le cœur économique et la plus peuplée des Pays-Bas, et une fois tous les 4 000 ans pour des zones moins densément peuplées. Les défenses contre les inondations primaires sont testées par rapport à cette norme tous les cinq ans. En 2010, environ 800 km de digues sur un total de 3 500 km ne répondaient pas à la norme. Cela ne veut pas dire qu'il y ait un risque d'inondation immédiate, elle est le résultat de la norme de plus en plus stricte à partir des résultats de la recherche scientifique, concernant entre autres l'action des vagues et l'élévation du niveau de la mer.

### Maintenance des côtes

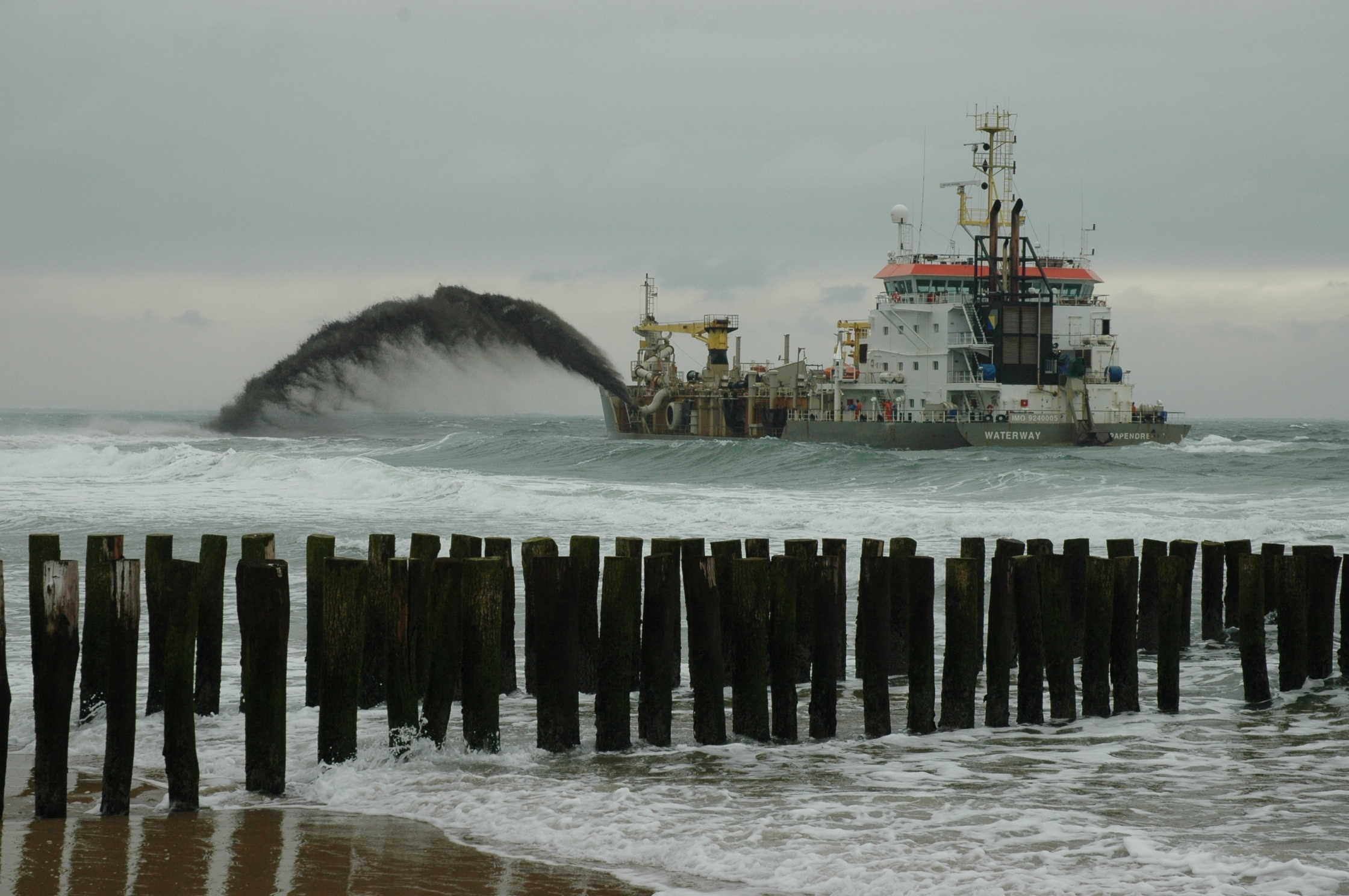
Sable de reconstitution ajouté au large d'une plage des Pays-Bas.

L'érosion côtière est comparée à la côte dite de base (en néerlandais : BasisKustLijn), le littoral moyen en 1990. Du sable dit de reconstitution est utilisé là où les plages reculent trop. Environ 12 millions de m3 de sable sont déposés chaque année sur les plages et au large des côtes.
D'un autre côté l'Eurogeul et l'IJgeul ont besoin d'être dessablés et produisent une partie du sable.
Une expérience appelée le moteur de sables visant à renforcer les côtes pourrait être répétée, voire exportée, si elle est concluante.

### Comité Veerman
Le comité Veerman (Comité officiel de l'État pour le développement durable de la côte néerlandaise : Staatscommissie voor Duurzame Kustontwikkeling) a donné son avis en 2008. Il s'attend à une hausse du niveau des mers de 65 à 130 cm d'ici l'an 2100.
Il a fait plusieurs suggestions :
- accroître les normes de sécurité ;
- renforcer les digues en conséquence ;
- utiliser du sable de reconstitution ;
- élargir la côte de la mer du Nord ;
- permettre à cette côte de se développer naturellement ;
- utiliser les lacs du delta de la Meuse et du Rhin pour la rétention d'eau ;
- élever le niveau d'eau de l'IJsselmeer pour fournir une réserve d'eau douce.

Ces mesures coûteraient environ un milliard d'euros par année.

### Projets d'architectes
On construit actuellement aux Pays-Bas des maisons flottantes. Depuis le chantier de construction, les villas sont remorquées sur l'eau jusqu'à destination. Dans leurs calculs et leurs plans, les ingénieurs tiennent compte des embûches (écluses par exemple) que rencontrera chaque bâtiment pendant son transfert. Une cinquantaine de projets d'urbanisme aquatique sont à l'étude ou en chantier. À Leeuwarden, certains lotissements sont déjà (2008) habités, ainsi qu'à IJburg en (2013).
D'ici à 2050, les ingénieurs devraient aussi bâtir des cités aquatiques en mer du Nord, soit de vastes plates-formes alimentées en énergie par la force motrice des vagues.